# Світлиця-музей Тараса Городецького
Світлиця-музей Тараса Городецького — музей і галерея писанкарства в місті Шептицький у Львівській області, присвячений життю і творчості майстра писанкарства Тараса Городецького (1964–2006). Розташований у приміщенні Народного дому по проспекту Шевченка, 15.

## Історія
Міський музей «Світлиця-музей Тараса Городецького» було засновано у 2014 році в місті Червоноград (нині Шептицький) з нагоди 50-річчя від дня народження майстра. Ініціаторкою створення музею стала послідовниця митця, майстриня-писанкарка Юлія Бурко, за підтримки Незалежного жіночого товариства «Прозерок».

## Експозиція
Експозиція присвячена життю і творчості Тараса Городецького  (1964–2006) — уродженця Червонограда, який із кінця 1980-х років активно займався мистецтвом писанкарства. Упродовж десятиліття він здобув визнання як один із провідних майстрів писанки у світі.
У музеї-світлиці представлено авторські роботи Тараса Городецького, а також колекцію писанок з різних регіонів України. Творчість Городецького вирізняється гармонійним поєднанням традиційних народних символів із мотивами трипільської культури, а також елементами сокальської та космацької орнаментики. Писанки Городецького характеризуються складною композицією, багатим рисунком і насиченою колористикою. Його авторські роботи зберігаються в численних приватних колекціях за межами України.

## Діяльність
В музеї проходять виставки місцевих майстрів.
Щороку в музеї проходить Всеукраїнський фестиваль писанкарства імені Тараса Городецького.